# Ван Альбада (кратер)
Ван Альбада (лат. van Albada) — кратер на видимому боці Місяця, біля південно-східного краю Моря Криз. Розмір — 23×30 км. Названий на честь нідерландського астронома Гале Бруно ван Альбади (1912–1972). Ця назва була затверджена Міжнародним астрономічним союзом у 1976 році. До того називався «Озу A» за ім'ям сусіднього кратера Озу.

## Розташування

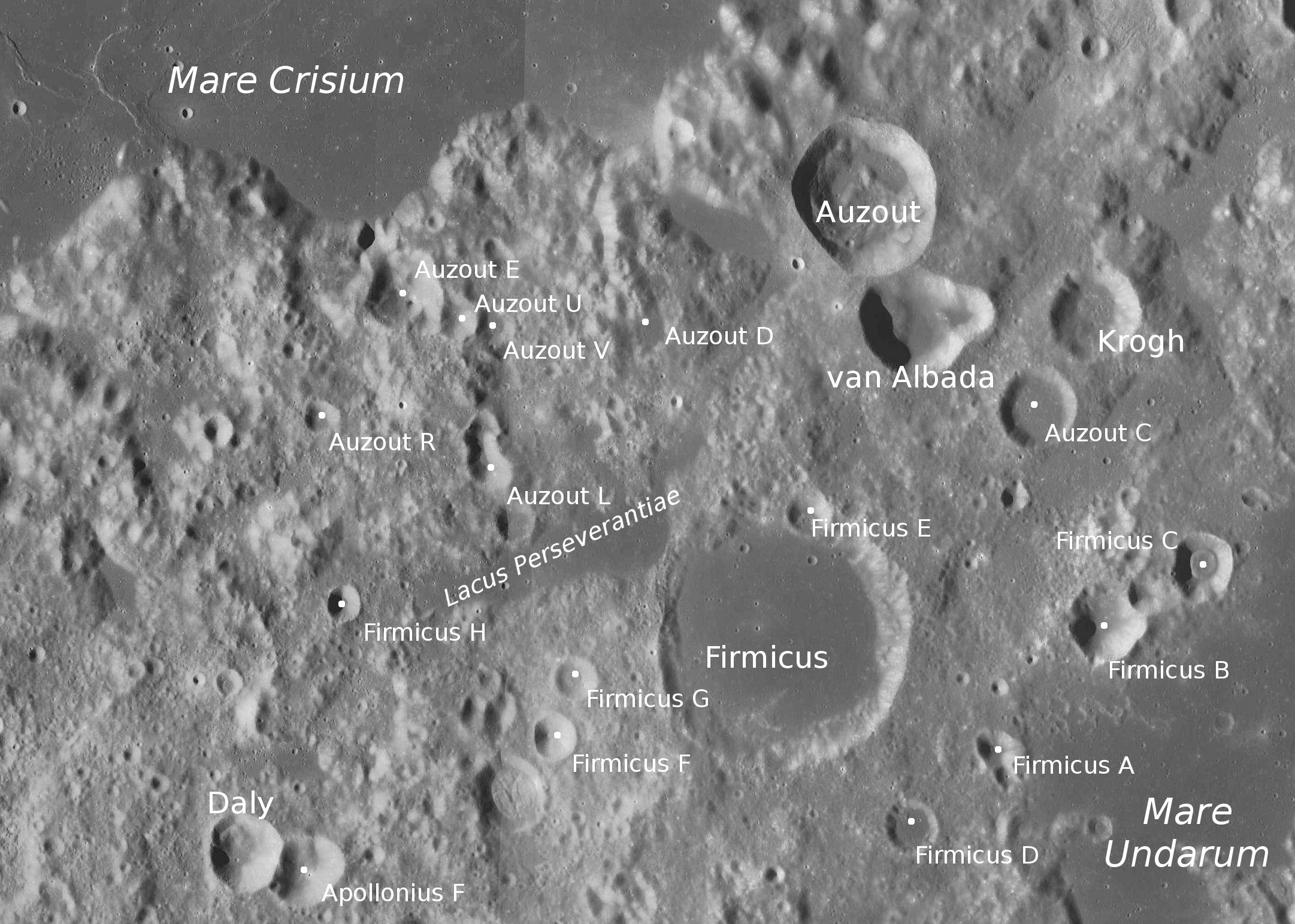
Околиці кратера Ван Альбада

Кратер Ван Альбада знаходиться біля південно-східного краю Моря Криз, приблизно посередині між ним та Морем Хвиль. Недалеко на південному заході лежить Озеро Наполегливості. Координати центру цього кратера — 9°22′ пн. ш. 64°21′ сх. д. / 9.36° пн. ш. 64.35° сх. д.. Північно-західним краєм він безпосередньо межує з більшим кратером Озу. На схід від нього знаходиться кратер Крог, на південний схід — Озу C, на південний захід — великий кратер Фірмік. Сателітних кратерів Ван Альбада не має.

## Опис
Діаметр кратера Ван Альбада — близько 23 км, а глибина — 3,94 км. На його східному краю лежить 12-кілометровий безіменний кратер, і їх загальна протяжність із сходу на захід складає 30 км. Дно нерівне (окрім невеликої ділянки на південному сході), але без центральної гірки. Променевої системи нема.